# アッカド

アッカド（𒆳𒌵𒆠 - KUR.URIKI - AGA.DĒKI、英語：Akkad）は、メソポタミア（現在のイラク）南部を占めるバビロニアの北半分の地域、またはそこに興ったアッカド帝国の都。アガデとも。南側にシュメール、北西側にアッシリアが隣接していた。その場所は不明だが、多くの候補地があり、ほとんどがチグリス川の東、現代の都市サーマッラーとバグダッドの間としている。

## 歴史
シュメール文明を征服して、チグリス川とユーフラテス川の間を中心に栄えた。アッカドには、セム語系とされるアッカド語を話す人々が定住した。

### アッカド帝国

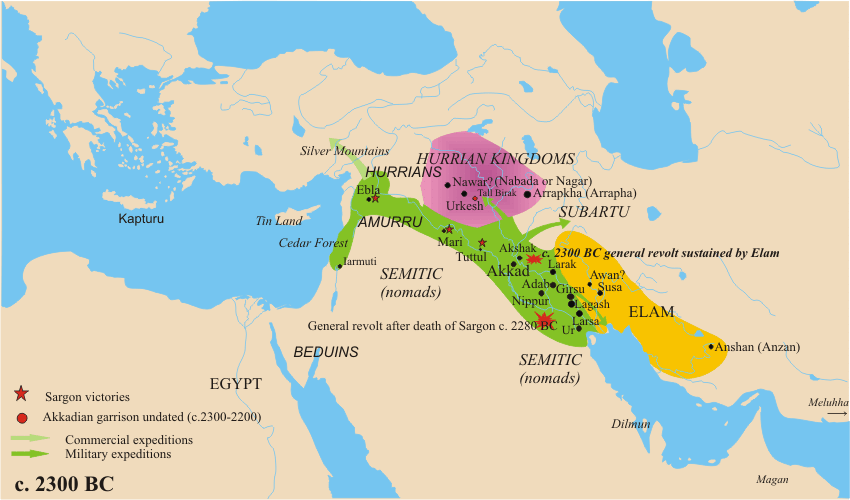
紀元前2300年頃のアッカド帝国

紀元前2300年頃サルゴン１世が登場するまで、アッカドについてアッカド語で書かれた記録はなかった。伝統的にはサルゴンがアッカドとシュメールの統一帝国の最初の支配者と位置付けられている一方で、最近の学説は前王ルガルザゲシの下でシュメール人の膨張が始まったことを示唆している。しかしながら、サルゴンはこの膨張をさらに推し進めて多くの地域を征服し、彼によって創造された帝国は地中海やアナトリア半島にまで到達した。
サルゴンによって創始されたアッカド帝国は、サルゴンの孫であるナラム・シンの時代までにさらに版図を拡大させたが、各地で勃発する反乱に悩まされ続けた。ナラム・シンの時代に、自らの名と神を表すサインという語が並記され始めた。すなわち、王権の神格化が始まったと考えられる。しかし、ナラム・シンの死後は、アッカド帝国の指導力は衰えて各地の勢力が自立していった。そして、紀元前2083年（低年代説）、アッカド市はグティ人の王朝によって占領、破壊された。

### バビロニア
後にバビロニアは、シュメールとアッカドをあわせた領域から政治的・地理的に形成されたバビロニアという概念の中にまとめられて行き、アッカド語がバビロニアの言語となった。
後代のバビロニアとアッシリアの文学では、「アッカド」と「シュメール」の名がバビロニアの王号の一部として現れる。
lugal Kengi (ki) Uru (ki)（非セム語）＝ sar mat Sumeri u Akkadi（アッカド語）＝「シュメールとアッカドの王」
この王号が単純に「バビロニア王」を意味する。

### ペルシア帝国
アッカドの名はペルシア帝国に征服されるまで続いた。

## 歴代君主
- サルゴン
- リムシュ
- マニシュトゥシュ
- ナラム・シン
- シャル・カリ・シャッリ
- （空位：紀元前2083年〜紀元前2050年）- グティ王朝期
  - イギギ
  - ナヌム
  - イミ（英語版）
  - エルル
  - ドゥドゥ
  - シュ・トゥルル

- ウトゥ・ヘガル

このあとウル第三王朝となった。